# مارغو
مارغو (بالإسبانية: Margo)‏ هي ممثلة مكسيكية، ولدت في 10 مايو 1917 بمدينة مكسيكو في المكسيك، وتوفيت في 17 يوليو 1985 في الولايات المتحدة.

## أعمال

### أفلام
- (1937) الأفق المفقود
- (1952) فيفا زباطة
- (1955) ساأبكي غدا

## وصلات خارجية
- مارغو على موقع IMDb (الإنجليزية)
- مارغو على موقع ميوزك برينز (الإنجليزية)
- مارغو على موقع قاعدة بيانات برودواي على الإنترنت (الإنجليزية)
- مارغو على موقع إن إن دي بي (الإنجليزية)
- مارغو على موقع قاعدة بيانات الفيلم (الإنجليزية)